# グラント・ガスティン
トーマス・グラント・ガスティン（Thomas Grant Gustin, 1990年1月14日 - ）は、バージニア州ノーフォーク出身のアメリカ人俳優。

## キャリア
高校在学中、ガスティンはバージニア州ノーフォークにある、ミュージカル舞台のための「Governor's School for the Arts」に通っていた。2008年、彼は地元のグランビー高校を卒業し、ノースカロライナ州にあるエロン大学のBFA舞台音楽学部で2年間学んだ。
彼は2010年9月30日から2011年9月23日まで上演されたブロードウェイ・ミュージカルの『ウエストサイド物語』再上演ツアーでベイビー・ジョン役を演じるため学校を退学した。
2011年11月8日、彼はテレビドラマ番組『glee/グリー』でダルトン・アカデミー校 ウォーブラーズに所属する、ゲイをカミングアウトしているセバスチャン・スマイス役で準主役として初出演した。ガスティンは悪役であるセバスチャン役に「ピッタリだ」ということで役を獲得した。『ウエストサイド物語』で最終上演した金曜日の夜の後の、2011年9月26日月曜日の朝から撮影を開始した。

## 私生活
2017年に理学療法士のＬＡトーマと婚約、2018年に結婚した。

## フィルモグラフィー

### 映画
| 年   | 題名                                     | 役名                        | 備考                  |
| ---- | ---------------------------------------- | --------------------------- | --------------------- |
| 2014 | Affluenza                                | トッド・グッドマン          |                       |
| 2017 | VIXEN/ビクセン Vixen: The Movie          | バリー・アレン / フラッシュ | テレビ映画 声の出演   |
| 2017 | Krystal                                  | キャンベル・オグバーン      |                       |
| 2022 | レスキュードッグ・ルビー Rescued by Ruby | ダニエル・オニール          | Netflixオリジナル映画 |
| 2023 | Puppy Love                               | マックス                    |                       |

### テレビシリーズ
| 年        | 題名                                             | 役名                                      | 備考                              | 吹替       |
| --------- | ------------------------------------------------ | ----------------------------------------- | --------------------------------- | ---------- |
| 2006      | 怪奇現象の研究 A Haunting                        | ステイシーの彼氏                          | 計1話出演                         |            |
| 2011-2013 | glee/グリー Glee                                 | セバスチャン・スマイス                    | 計7話出演                         | 浅沼晋太郎 |
| 2012      | CSI:マイアミ CSI: Miami                          | スコット・フェリース / トレント・バートン | シーズン10第13話「100人の我が子」 | 不明       |
| 2013      | 新ビバリーヒルズ青春白書 90210                   | キャンベル・プライス                      | 計8話出演                         | 不明       |
| 2013-2020 | ARROW/アロー Arrow                               | バリー・アレン / フラッシュ               | 計14話出演                        | 福山潤     |
| 2014-2023 | THE FLASH/フラッシュ The Flash                   | バリー・アレン / フラッシュ               | 計184話出演                       | 福山潤     |
| 2015-2016 | ビクセン Vixen                                   | バリー・アレン / フラッシュ               | 計8話声の出演                     |            |
| 2016-2019 | SUPERGIRL/スーパーガール Supergirl               | バリー・アレン / フラッシュ               | 計5話出演                         | 福山潤     |
| 2016-2020 | レジェンド・オブ・トゥモロー Legends of Tomorrow | バリー・アレン / フラッシュ               | 計4話出演                         | 福山潤     |
| 2019      | BATWOMAN/バットウーマン Batwoman                 | バリー・アレン / フラッシュ               | 計1話出演                         | 福山潤     |
| 2023      | Titans/タイタンズ Titans                         | バリー・アレン / フラッシュ               | 計1話出演                         |            |

## 演劇
| 年          | 日本語題/原題                      | 役名             | 備考                                       |
| ----------- | ---------------------------------- | ---------------- | ------------------------------------------ |
| 2010 – 2011 | ウエストサイド物語 West Side Story | ベイビー・ジョン | ブロードウェイ・ミュージカルの再上演ツアー |

## 外部サイト
- Grant Gustin - IMDb（英語）